# Igor Girkin
Igor Vsevolodovich Girkin (russo:  И́горь Все́володович Ги́ркин; IPA: [ˈiɡərʲ ˈfsʲɛvələdəvʲɪtɕ ˈɡʲirkʲɪn],; nascido em 17 de Dezembro de 1970), também conhecido pelo pseudônimo Igor Ivanovich Strelkov (russo:  И́горь Ива́нович Стрелко́в; IPA: [ˈiɡərʲ ɪˈvanəvʲɪtɕ strʲɪlˈkof]), é um veterano do exército russo e antigo funcionário do Serviço Federal de Segurança (FSB) que teve um papel central na Anexação da Crimeia pela Federação Russa, e mais tarde na Guerra em Donbas, como um organizador de grupos militantes na República Popular de Donetsk. Girkin liderou um grupo de militantes na Ucrânia, onde ele participou do Cerco a Sloviansk. Durante a batalha ele aumentou sua influência e se tornou o comandante militar de facto de todas forças separatistas na região do Donbas, situação confirmada pelo Primeiro-Ministro da República Popular de Donetsk Alexander Borodai, o qual o nomeou oficialmente Ministro da Defesa.
Girkin, que se descreve como um nacionalista russo, foi acusado pelas autoridades ucranianas de terrorismo. Ele foi sancionado pela União Européia pelo seu papel de liderança no conflito armado no leste ucraniano. Autoridades ucranianas o acusaram de ser um coronel aposentado do GRU, a organização russa de inteligência militar externa.
Em 2014, ele defendeu que os "clãs liberais" (as frações liberais das elites russas) deveriam ser destruídos em favor dos "clãs da segurança pública". Em 2016, ele formou o Movimento Nacional Russo, um grupo político favorável à "união da Federação Russa, Ucrânia, Bielorrússia e outras terras russas em um único estado pan-russo e à transformação de todo o território da antiga URSS em uma zona incondicional de influência russa".
Girkin é suspeito de crimes de guerra, tendo admitido o uso de escudos humanos e execuções sumárias. Em 19 de junho de 2019, promotores holandeses acusaram Girkin de assassinato na queda do Voo Malaysia Airlines 17, e emitiram um mandado de prisão internacional contra ele. Girkin admite "responsabilidade moral", mas nega ter dado a ordem de derrubar o avião.
Com a invasão russa da Ucrânia em 2022, Girkin reganhou a atenção como um "blogueiro de guerra". Notável por sua postura ferozmente pró-guerra e ultranacionalista, mas ao mesmo tempo sendo um crítico ferrenho das Forças Armadas da Rússia, acusando-os de incompetência e "insuficiência". Seis meses após a invasão russa da Ucrânia em 2022, após a grande contra- ofensiva ucraniana de Kharkiv em setembro, ele previu uma derrota completa para as tropas russas na Ucrânia. Em outubro de 2022, Girkin se juntou a uma unidade de voluntários lutando contra as forças ucranianas. Em abril de 2023, Girkin, ao lado de outros nacionalistas russos, formou o "Clube dos Patriotas Irritados", um movimento social linha-dura que defende medidas mais contundentes a serem tomadas pelo governo russo na guerra.
Em 21 de julho de 2023, Igor Girkin foi detido pelas autoridades russas sob a acusação de "extremismo", usada pelo governo russo contra oponentes políticos. Girkin foi condenado em janeiro de 2024 por incitação ao extremismo e sentenciado a quatro anos de prisão.

## Envolvimento na Transnístria, Bósnia e Chechênia
A mídia russa identificou Girkin como um oficial da reserva militar russa que expressou visões linha-dura sobre a eliminação daqueles percebidos como inimigos do Estado russo e lutou junto aos grupos pró-Federação Russa nas campanhas contra-separatistas na Chechênia e a grupos separatistas pró-Moscou no conflito da região separatista da Moldávia, a Transnístria. De acordo com várias fontes, Girkin participou na Guerra da Bósnia como um voluntário ao lado dos sérvios, e na Chechênia como um mercenário contratado. Em 1999, Girkin publicou suas memórias sobre a participação no conflito na Bósnia e em Herzegovina. Em 2014, ele foi acusado pelo centro de mídia bósnio Klix.ba e por um oficial aposentado do Exército Bósnio de estar envolvido no Massacre de Višegrad, no qual milhares de civis foram mortos em 1992.
A BBC noticiou que Girkin pode ter trabalhado para o FSB da Rússia em uma unidade de contra-terrorismo, citando especialistas militares russos. De acordo com a mídia russa, ele trabalhou como funcionário do FSB e seu último serviço antes de se aposentar foi junto ao Diretório de Combate ao Terrorismo Internacional do FSB.
Em 2014, o grupo Anonymous publicou o que eles alegaram ser e-mails pessoais de Girkin, revelando que ele foi funcionário do FSB por 18 anos, de 1996 a Março de 2013, incluindo na Chechênia de 1999 a 2005, de acordo o Moscow Times. O jornal também afirmou que Girkin nasceu em Moscou e que entrou em contato com ele por e-mail e telefone mas que ele não confirmou as alegações. Um líder local de milícias pró-russas na Ucrânia, Vyacheslav Ponomarev, que se descreve como um amigo antigo de Girkin, afirmou que a informação sobre Girkin era verdadeira. Seu pseudônimo "Strelkov" ("Strelok") pode ser traduzido aproximadamente como "Homem do Rifle" ou "Atirador". Ele também já foi apelidado de Igor Groznyy ("Igor o Terrível").
Alexander Cherkasov, líder do grupo de direitos humanos russo Memorial, está convicto que o "Igor Strelkov" envolvido na Ucrânia é a mesma pessoa que o oficial militar russo chamado "Strelkov", que foi identificado como sendo diretamente responsável por pelo menos seis casos de desaparecimento forçado (em quatro situações distintas) e assassinato presumido de moradores ocorridos tanto no vilarejo Khatuni, situado no distrito de Vedensky, nas montanhas da Chechênia, quanto nos assentamentos próximos de Makhkety e Tevzeni em 2001-2002, quando Strelkov estava alocado ao 45º Regimento de Reconhecimento Destacado da unidade de Forças Especiais das Tropas Paraquedistas Russas baseadas próximas de Khatuni. Nenhum desses crimes foi solucionado por investigações oficiais. O website do ombudsman oficial de direitos humanos da Chechênia lista vários moradores de Khatuni que desapareceram em 2001 (Beslan Durtayev e Supyan Tashayev) como tendo sido sequestrados de suas casas e levados à base do 45º Regimento de Reconhecimento Destacado por oficiais conhecidos como "Coronel Proskuryn e Strelkov Igor Outra entrada lista o desaparecido Beslan Taramov como tendo sido sequestrado em 2001 no vilarejo de Elistandzhi por homens do 45º Regimento sob liderança de "Igor Strelkov (apelido Strikal)". Cherkasov também lista Durtayev e Tashayev (mas não Taramov) como estando entre as presumidas vítimas de "Strelkov". Cherkasov e outros observadores suspeitavam que se tratava do mesmo "Strelkov", quando o próprio Girkin confirmou que ele esteve presente em Khatuni em 2001, onde ele lutou contra a "população local". De acordo com Cherkasov, como resultado das ações de Girkin na Chechênia, duas irmãs de um dos "desaparecidos",  acabaram se tornando terroristas e morreram três anos depois: uma dessas irmãs, Aminat Nagayeva, explodiu a si mesma durante os atentados terroristas a dois aviões russos em 2004 no Oblast de Tula, especificamente em uma aeronave Tu-134, "Volga-Aeroexpresss", matando 43 pessoas; a outra irmã, Rosa Nagayeva, participou do Massacre de Beslan no mesmo ano.
Os e-mails vazados em Maio de 2014 e atribuídos a Girkin contém seus diários da Bósnia e da Chechênia, enviados por ele a seus amigos para uma revisão. Uma história descreve uma operação de captura de ativistas chechenos de um vilarejo em Mesker-Yurt. Questionado do motivo pelo qual ele não publicou tal história, Girkin explica que "as pessoas que nós capturávamos e questionávamos quase sempre desapareciam sem rastros e sem julgamentos depois que tinhámos concluído", sendo esse o motivo de não-publicação dessas histórias.

## Envolvimento na Ucrânia

### Crimeia
Girkin foi um dos maiores comandantes da "auto-defesa russa" na Crise da Crimeia de 2014. Em uma entrevista de 22 de Janeiro de 2015, ele explicou que o "acachapante apoio nacional à auto-defesa" como retratado pela mídia russa era ficção, e a maioria das agências de lei, a administração e o exército estavam em oposição à auto-defesa, na realidade. Girkin afirmou que sob seu comando, os rebeldes "coletavam" deputados nas Câmaras e tinham que "forçadamente levar os deputados a votar [favoravelmente a se juntar à Rússia]".

           Eu estava no comando da única unidade da milícia da Crimeia, a companhia Spetsnaz que levou a cabo missões de combate. Mas após o combate pela base cartográfica em que morreram duas pessoas (eu era o comandante dessa batalha), a companhia se dispersou e seus membros partiram.

— Igor Girkin, — Jornal "Zavtra", 20 de Novembro de 2014
De acordo com um cúmplice, Girkin chegou à Crimeia se descrevendo como um "emissário do Kremlin", formando logo após as forças de auto-defesa na Crimeia. Sua posição estava acima do auto-declarado primeiro-ministro da Crimeia Sergei Aksyonov, e sua principal tarefa em Março de 2014 foi o treinamento acelerado das recém-formadas formadas forças da Crimeia, além da seleção dos melhores treinados para transferir à invasão do Donbas. Girkin negociou pessoalmente e supervisionou a retirada das forças ucranianas da Crimeia.
De acordo com Girkin, ele era o responsável durante o incidente ocorrido no assalto ao Centro Cartográfico em Simferopol.

### Cerco de Sloviansk
No fim das contas, eu apertei o gatilho que iniciou a guerra. Se nosso esquadrão não tivesse cruzado a fronteira, no fim das contas tudo teria findado como aconteceu em Kharkiv ou em Odessa. Praticamente, a engrenagem da guerra que gira até agora foi acionada pelo nosso esquadrão. E eu possuo responsabilidade pessoal pelo que está acontecendo lá

— Igor Girkin, Jornal "Zavtra", 20 de Novembro de 2014
De acordo com Girkin, o chefe do recém-instituido governo russo na Criméa, Sergey Aksyonov, pediu a ele que lidasse com as províncias setentrionais.
Em 12 de Abril de 2014, Girkin liderou um grupo de militantes que tomaram os prédios dos escritórios do comitê executivo, do Departamento de Polícia e do Serviço de Segurança da Ucrânia em Sloviansk. Girkin alegou que a milícia foi formada na Crimeia e consistia de voluntários da Rússia, Crimeia e também de outras regiões da Ucrânia (Vinnitsa, Zhitomir, Kyiv), além de muitas pessoas de Donetsk e Lugansk. De acordo com ele, dois terços eram cidadãos ucranianos.
A maioria dos seus homens tinha experiência de combate. Muitos daqueles com cidadania ucraniana lutaram junto às Forças Armadas da Rússia na Chechênia e Ásia Central, outros lutaram junto às Forças Armadas ucranianas no Iraque e na Iugoslávia. Em uma entrevista, Girkin afirmou ter recebido ordens para não desistir de Sloviansk.
O SBU apresentou a presença de Girkini no Donbas como prova do envolvimento da Rússia na crise do Leste Ucraniano. Eles divulgaram conversas telefônicas interceptados entre "Strelkov" e seus supostos "coordenadores" em Moscou. A Rússia negou qualquer interferência na Ucrânia por suas tropas fora da Crimeia. Em Julho de 2014, autoridades ucranianas alegaram que o Ministro da Defesa Sergei Shoigu coordenou todas as ações de Girkin, fornecendo a ele e aos "outros líderes terroristas" as "mais destrutivas armas" desde Maio e o instruindo diretamente, com a aprovação do Presidente russo, Vladimir Putin.

### Alegações de sabotagem e terrorismo
Em 15 de Abril, o Serviço de Segurança da Ucrânia (SBU) iniciou um processo criminal contra "Igor Strelkov". Ele foi descrito como um recrutador e líder de sabotadores "armados" e organizador principal do "terror" no Raion de Sloviansk (distrito) ucraniano (incluindo uma emboscada que matou um e feriu três agentes do SBU), que coordenou a tomada militar pelo russos de unidades ucranianas na Crimeia durante a Crise da Crimeia de 2014 em Março, após cruzar a fronteira russo-ucranina em Simferopol em 26 de Fevereiro.[carece de fontes?]

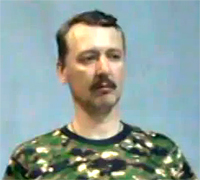
Girkin em 2014

Na Crimeia, relatou-se que Girkin foi instrumental na negociação da deserção do comandante da Marinha Ucraniana, Denis Berezovsky. No dia seguinte (16 de Abril), ele alegadamente tentou recrutar soldados ucranianos capturados na entrada de Kramatorsk.

### Envolvimento em sequestros e assassinatos

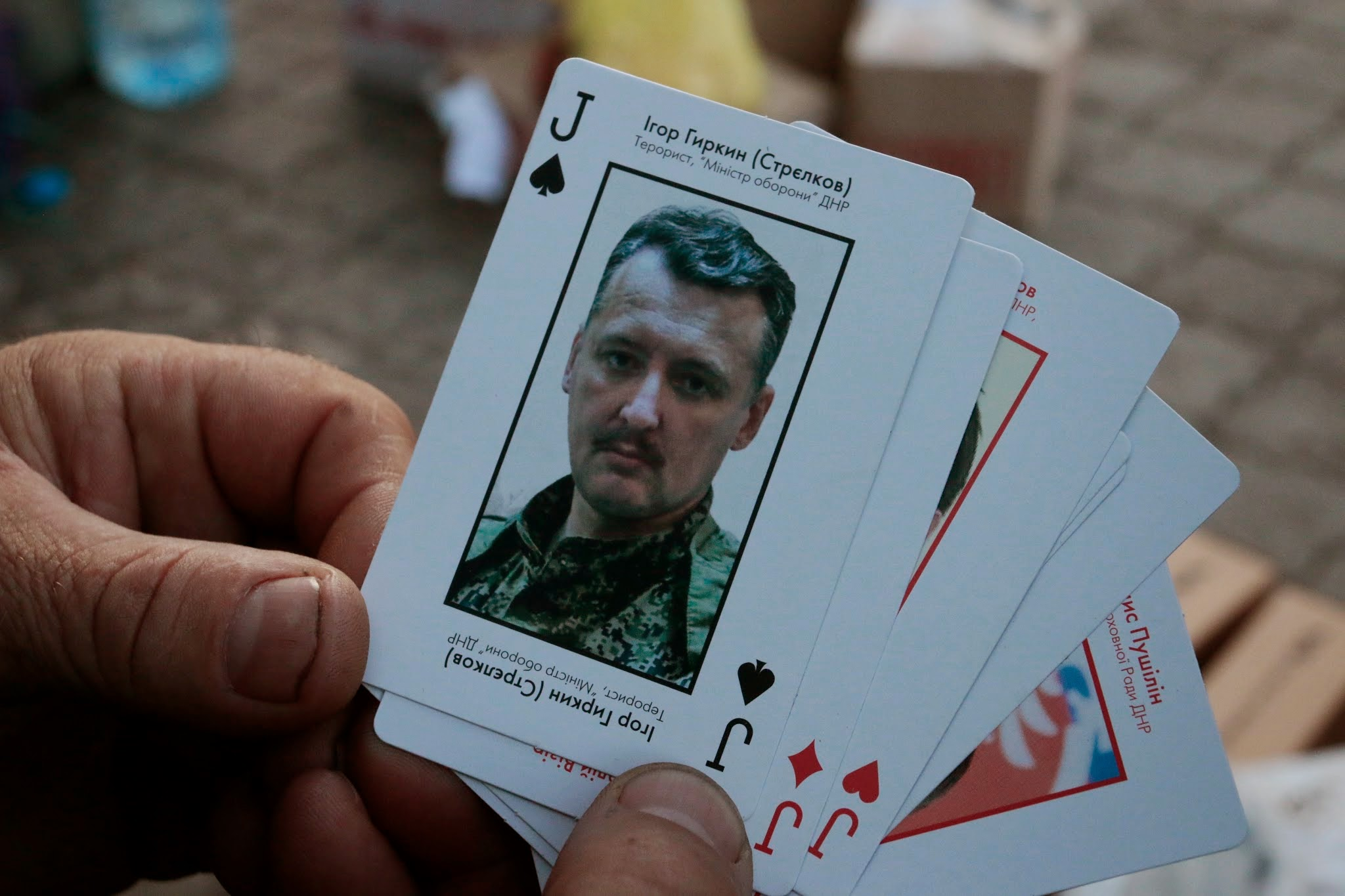
Igor "Strelkov" em uma carta de baralho com as figuras mais procuradas pelas forças ucranianas

O governo ucraniano alega que Girking esteve por trás dos sequestro, tortura e assassinato do político ucraniano Volodymyr Ivanovych Rybak e do estudante universitário de 19 anos Yury Popravko, ocorridos em 17 de Abril de 2014. O sequestro de Rybak por um grupo de homens em Horlivka foi gravado em câmera. O SBU divulgou frações de chamadas interceptadas nas quais um outro cidadão russo, o suposto oficial do GRU e subordinado de Girkin, Igor Bezler, ordena que Rybak seja "neutralizado", e uma conversa subsequente na qual "Strelkov" é ouvido instruindo Vyacheslav Ponomarev  a se livrar do corpo de Rybak, o qual "jaz aqui [no porão do quartel-general separatista em Sloviansk] e está começando a feder".
O corpo de Rybak foi encontrado mais tarde em Abril em um rio próximo a Sloviansk, com a cabeça esmagada, múltiplas facadas e com o estômago aberto; o corpo de Popravsko foi encontrado também próximo nas cercanias. O Ministro do Interior ucraniano, Arsen Avakov descreveu Girkin como um "monstro e assassino" e o incidente ajudou a dar fôlego à ofensiva militar "anti-terrorista" por parte do governo ucraniano contra os separatistas pró-Russos na Ucrânia.
Em Maio de 2020, Girkin confessou em uma entrevista concedida ao jornalista ucraniano Dmitry Gordon que ele havia ordenado o assassinato de Popravko e outro homem: "Sim, essas pessoas foram fuziladas sob minhas ordens. Ninguém abriu os seus estômagos. Se eu me arrependo por eles terem sido fuzilados? Não, eles eram inimigos". Strelkov também declarou que o assassinato de Rybak foi até certo ponto cometido sob sua responsabilidade.

### Funcionário da República Popular de Donetsk
Eu não me preocupo em absoluto com o direito internacional, porque ele é um instrumento na mão dos vitoriosos. Se nós formos derrotados, então isso quer dizer que as normas da lei serão utilizadas contra mim.

— Igor Strelkov, "Radio-KP", 18 de janeiro de 2016
Durante o final de semana de 26-27 de Abril, o líder político da entidade separatista República Popular de Donetsk, Alexander Borodai, cidadão russo de Moscou e um amigo de longa data de Girkin, cedeu controle de todas tropas separatistas em toda a região de Donetsk a Girkin. No dia 26 de Abril, "Strelkov" fez sua primeira aparição pública quando ele deu uma entrevista em vídeo ao "Komsomolskaya Pravda" onde ele confirmou que sua milícia em Sloviansk era originária da Crimeia. Ele não disse nada sobre o seu próprio passado, negou ter recebido armas ou munição da Rússia, e anunciou que sua milícia não liberaria os observadores da Organização para a Segurança e Cooperação na Europa que havia feito reféns a menos que o ativistas pró-russos fossem previamente liberados pelo governo ucraniano. No dia 28 de Abril, a União Européia sancionou "Igor Strelkov" como um membro do GRU que se acreditava ser um coordenador de ações armadas e assistente de segurança de Sergey Aksyonov, na Crimeia. Em 29 de Abriel, Girkin indicou um novo chefe de polícia para Kramatorsk. Em 12 de Maio, "Eu, Strelkov", declarou ele mesmo "Supremo Comandante da República Popular de Donetsk" e de todas suas "unidades militares, de segurança, de fiscalização, de polícia, de fronteira, promotoria e outras estruturas paramilitares" .
De acordo com um relatório emitido pelo Gabinete do Alto Comissariado da ONU para os Direitos Humanos, "supostamente, no dia 26 de Maio, por ordem de Strelkov, Dmytro Slavov ('comandante de uma companhia de milícia popular' ) e Mykola Lukyanov ('comandante de um pelotão da milícia da República Popular de Donetsk') foram 'executados' em Sloviansk, após eles serem sentenciados por 'pilhagem, assalto armado, sequestro e por abandonar o campo de batalha'. A ordem, a qual circulou amplamente e foi afixada nas ruas de Sloviansk, se referia a um decreto do Presidente do Soviete Supremo da União Soviética de 22 de Junho de 1941 para basear a execução". O relatório também menciona o esforço de Girkin para recrutar mulheres locais para suas formações armadas: "Um chamado particular às mulheres se juntarem aos grupos armados foi feito em 17 de Maio através de um vídeo publicado no qual aparece Girkin 'Strelkov', incentivando as mulheres da região de Donetsk a se alistarem em unidades de combate" O "prefeito popular" separatista de Sloviansk e antigo chefe de Girkin, Ponomarev, foi ele próprio detido sob ordem de Girkin em 10 de Junho para se "engajar em atividades incompatíveis com os objetivos e tarefas da administração civil" .[carece de fontes?]
Em entrevista com a "Rádio-KP" em 18 de Janeiro de 2016, Girkin reconheceu que ele utilizou "punição extrajudicial" e pelo menos quatro pessoas foram executadas por pelotão de fuzilamento, enquanto ele estava em Sloviansk.

### Perda de Sloviansk
Na noite de 4 para 5 de Julho, durante uma ofensisva de larga escala das forças militares ucranianas após o fim de um cessar-fogo de 10 dias (término ocorrido no dia 30 de Junho), Girkin e seus militantes fugiram de Sloviansk, cidade que foi então capturada pelas forças ucranianas, findando a ocupação separatista da cidade que tinha se iniciado no dia 6 de Abril. Pouco antes disso, um vídeo foi postado no YouTube no qual Girkin desesperadamente pedia ajuda militar da Rússia à "Novorossiya" ("Nova Rússia", um nome histórico para a o sudeste ucraniano particularmente popular entre os separatistas) e também alega que Sloviansk "cairá mais rápido que o resto"
Outros líderes rebeldes negaram a avaliação de Girkin que as milícias populares estavam a beira do colapso. Um deles, o auto-proclamado "governador popular" de Donetsk, Pavel Gubarev, comparou Girkin ao general russo Mikhail Kutuzov, alegando que tanto Strelkov como Kutuzov "fugiriam somente diante de uma batalha decisiva e vitoriosa"
No entanto, sua retirada foi fortemente criticada pelo nacionalista russo Sergey Kurginyan e um rumor entre círculos ultranacionalistas russos alegou que Vladislav Surkov, uma eminência parda, conspirou com o oligarca do Leste da Ucrânia Rinat Akhmetov para organizar uma campanha contra "Strelkov" e contra o ideólogo do eurasianismo Alexander Dugin . Kurginyan acusou Girkin de entregar Sloviansk e de não manter seu juramento de morrer em Sloviansk.
Kurginyan defende que entregar Sloviansk é um crime de guerra e que Girkin deveria ser responsabilizado por isso. O Ministro da Segurança da República Popular de Donetsk Alexander Khodakovsky, o desertor do Grupo Alfa do SBU e comandante do batalhão Vostok, também protestou e ameaçou realizar um motim.
Em redes sociais, Girkin afirmou que "forças da Junta" carregam os seus soldados ucranianos recém-mobilizados em retroescavadeiras, que a Guarda Nacional ucraniana atira em cidadãos pacíficos. Também alegou que as forças ucranianas têm destacamentos punitivos que estes, com uso de artilharia, foram bem sucedidos na destruição da safra local de batata.

### O pós-Sloviansk
Em Julho de 2014, o portal de notícias Mashable relatou ter encontrado ordens de execução três dias antes para Slavov e Lukyanov no quartel-general abandonado de Girkin em Sloviansk. As ordens foram assinadas com "Strelkov" com o nome Girkin Igor Vsevolodovich impresso abaixo. Também sentenciado a morte foi Alexei Pichko, um civil que foi flagrado roubando duas camisetas e um par de calças de uma casa abandonada de seu vizinho; de acordo com uma história não-confirmada, seu corpo foi abandonado na linha de frente "depois que ele foi executado".
No dia 24 de Julho, autoridades ucranianas exumaram vários cadáveres de uma vala comum na região de um hospital infantil próximo ao cemitério judaico de Sloviansk, o qual continha até 20 corpos de executados sob ordens de Girkin. Entre as vítimas identificadas estavam quatro protestantes ucranianos, os quais foram identificados pela polícia e locais como tendo sido raptados no dia 8 de Junho após participarem de um culto em sua igreja, falsamente acusados de auxiliar o Exército Ucraniano e executados no dia seguinte.

### Voo Malaysia Airlines 17
Múltiplas fontes citaram um post na rede social VKontakte que foi feito por uma conta sob o nome de Girkin que reconhecia ter abatido uma aeronva aproximadamente ao mesmo tempo que o avião civil Voo Malaysia Airlines 17 ((MH17) teria caído no leste ucraniano na mesma área próxima à fronteira russa em 17 de Julho de 2014. O post especificamente se referiu a como alertas foram emitidos para que aviões não voassem no seu espaço aéreo e à derrubada de um avião de transporte militar ucraniano Antonov An-26, o qual se sugeriu ter sido um caso identificação errônea com o MH17.
Esse post foi deletado mais tarde no dia e a conta responsável pelo post alegou que Girkin não possui conta oficial no VKontakte. A maior parte das 298 vítimas na queda do avião eram originárias da Holanda. No dia 19 de Julho, o maior jornal do país De Telegraaf incluiu a foto de Girkin na manchete junto com outros líderes rebeldes pró-russos sob o título "Assassinos" ("Moordenaars"). O advogado e político de oposição russo Mark Feygin postou uma suposta ordem de Girkin onde ele instruía todos seus homens e comandantes que "possuem em seu poder objetos pessoais deste avião" a entregar os itens encontrados no seu quartel-general para que "os itens de valor (relógios, brincos, adereços e outras jóias e items de metais valiosos" fossem transferidos ao "Fundo de Defesa da República Popular de Donetsk."
Relatou-se que Girkin foi autor de uma versão alternativa do incidente, alegando que "não havia pessoas vivas a bordo do avião já que ele estava viajando em piloto automático desde Amsterdã, onde ele foi pré-carregado com 'cadáveres em putefração'". Essa teoria da conspiração foi então distribuída e discutida em veículos de mídia controlados pelo Estado russo.
Na sua conferência de imprensa em 28 de Julho de 2014, Girking negou sua ligação com o avião derrubado e anunciou que seus militantes estava matando mercenários "de pele preta".
Em Julho de 2015, uma petição judicial foi distribuída em uma Corta dos Estados Unidos por família de 18 vítimas acusando formalmente Girkin de "orquestrar a derrubada". A petição incluía em seus pedidos indenização por danos de 900 milhões de dólares e foi fundamentada no Torture Victim Protection Act of 1991
Em Junho de 2019, a investigação conduzida pelo Estado holandês sobre a derrubada do MH17 oficialmente gerou um processo criminal contra Girkin e três outros homens. Os procedimentos no tribunal iniciaram-se no dia 9 de Março de 2020 diante da Corte Distrital de Haia A Justiça holandesa requisitou à Rússia a extradição dos suspeitos, dizendo: "o julgamento criminal irá ocorrer mesmo que os suspeitos não apareçam no tribunal". A agência de notícias Interfax citou Girkin dizendo: "Eu não vou tecer comentários. A única coisa que eu posso dizer é que os rebeldes não derrubaram o Boeing".

### Dispensa do Cargo de Ministro da República Popular de Donetsk
De acordo com a agência de notícias ITAR-TASS, em reportagem da Quarta-Feira dia 13 de Agosto de 2014, Girkin teria sido seriamente ferido em um combate feroz em território sob controle pró-russo no Leste ucraniano, e foi descrito como estando em um estado "grave". DNS representative Sergei Kavtaradze refutou essas notícias logo após, dizendo que Girkin estava "são e salvo".
No dia 14 de Agosto, a liderança da República Popular de Donetsk anunciou que Girkin tinha sido dispensado de sua posição como Ministro da Defesa "por sua própria requisição" já que tinha sido recebido "algumas outras tarefas". No dia 16 de Agosto a TV russa TV-Zvezda alegou que Girkin estava "de férias" e tinha sido nomeado comandante militar das forças combinadas de Lugansk e Donetsk (tendo estado no comando previamente apenas das forças de Donetsk) e que após seu retorno ele receberia a tarefa de criar um comando unificado sobre as forças do Estado Federal de Novorrosiya. De acordo com Stanislav Belkovsky, a principal razão para a remoção de Girkin do cargo de "Ministro da Defesa" foi o volume de atenção causado pela derrubada do MH17 e o impacto negativo sobre as ações russas na Ucrânia gerado pela queda do avião.
No dia 22 de Agosto um antigo rebelde, Anton Raevsky ("Nemetz"), afirmou em uma entrevista em Rostov-on-Don que Girkin e seus apoiadores estavam sendo afastados da República Popular de Donetsk pelo FSB em razão da sua posição insuficientemente cooperativa com a agenda do Kremlin para a região.
Em 28 de Agosto veículos de mídia russos publicaram fotos de Girkin caminhando com Alexander Dugin e Konstantin Malofeev no Monastério Valaam no Norte russo.
Em Novembro de 2014, em uma entrevista para a rádio "Moscow Speaking", Girkin disse que "a existência das Repúblicas Populares de Donetsk e Lugansk em seus formas atuais, com a guerra de baixa intensidade mas ainda assim sangrenta, é definitivamente conveniente para os EUA, em primeiro lugar, e apenas para eles, porque elas são a úlcera que divide a Rússia e a Ucrânia". Mais tarde, em Novembro, em uma entrevista para o jornal "Zavtra", Girkin afirmou que a Guerra no Donbas foi iniciada por seu destacamento a despeito de tanto o governo ucraniano quanto os combatentes armados terem evitado uma confrontação armada antes. Ele também se reconheceu responsável pela atual situação em Donetsk e outras cidades da região.
De acordo com o Relatório Nemtsov, Girkin reconheceu que ele renunciou de sua posição oficial na República Popular de Donestk devido à pressão do Kremlin. Ele também declarou que Vladislav Surkov possui um papel decisivo no Donbas.

### Durante a invasão russa da Ucrânia em 2022
Com a invasão russa da Ucrânia no final de fevereiro, Girkin tornou-se novamente uma figura pública, cobrindo a guerra através de seu "blog de guerra" no Telegram. Girkin tem uma posição pró-guerra, mas tem se destacado por fazer críticas dirigidas aos militares russos e ao Ministério da Defesa, incluindo o ministro da Defesa Sergei Shoigu, em como a invasão foi malsucedida, ineficiente e insuficiente. Ao contrário da oposição liberal e pró-democracia a Vladimir Putin e jornalistas independentes que são perseguidos por criticar a guerra na Ucrânia ou Putin, ultranacionalistas e ativistas pró-guerra como Girkin são considerados intocáveis porque são protegidos por membros de alto escalão do serviços militares e de inteligência. O jornalista do Bellingcat Christo Grozev acredita que Girkin está protegido de ser censurado por uma "facção de guerra" dentro do FSB.
Durante a invasão russa da Ucrânia em 2022, Girkin convocou em 29 de março uma mobilização geral. Em 21 de abril, Girkin levantou a opinião de que "sem pelo menos uma mobilização parcial na Federação Russa, será impossível e altamente perigoso lançar uma ofensiva estratégica profunda contra a tal chamada Ucrânia".
Em 13 de maio, Girkin criticou duramente o ministro da Defesa russo, Sergei Shoigu, acusando-o de "negligência criminosa" na condução da invasão. Em 23 de agosto, Girkin chamou Vladimir Putin de "um palhaço".
Em 15 de agosto, Girkin teria sido detido na Crimeia enquanto tentava viajar para a linha de frente perto de Kherson.
Após grandes contraofensivas ucranianas em setembro de 2022, ele previu uma derrota completa para as tropas russas na Ucrânia. Ele disse que a mobilização total na Rússia era a "última chance" de vitória. Em 12 de setembro, ele chamou os ataques russos às usinas ucranianas de "muito úteis". Ele também disse que o ministro da Defesa Sergei Shoigu deve ser executado por fuzilamento e pediu o uso de armas nucleares táticas.
No início de outubro de 2022, Girkin partiu para a Ucrânia para lutar em uma das unidades voluntárias russas. Naquele mesmo mês, foi relatado que o governo ucraniano financiou uma recompensa de US$ 150.000 por sua captura.

### Prisão
Em 21 de Julho de 2023 Igor Girkin foi detido pelas autoridades russas acusado de "extremismo", uma acusação usada pelo governo russo contra oponentes políticos. O jornal russo RBC especulou que a sua prisão foi influenciada por membros do Grupo Wagner, o qual Girkin havia atacado nos últimos meses, especialmente após a Rebelião do Grupo Wagner. Girkin foi condenado em janeiro de 2024 por incitação ao extremismo e sentenciado a quatro anos de prisão.

## Vida na Rússia
Em final de Abril de 2014, "Strelkov" foi identificado pela inteligência ucraniana como o Coronel Igor Girkin, registrado como um residente de Moscou. Jornalistas em visita ao apartamento onde supostamente ele vivia com sua mãe, irmã, assim como com sua ex-esposa e dois filhos, foram informados pelos vizinhos que um "carro chique preto" tinha naquela mesma manhã passado para pegar a mulher que vivia lá. Os vizinhos também o descreveram como alguém "educado" e tranquilo, e o conheciam por dois sobrenomes, Girkin e Strelkov.

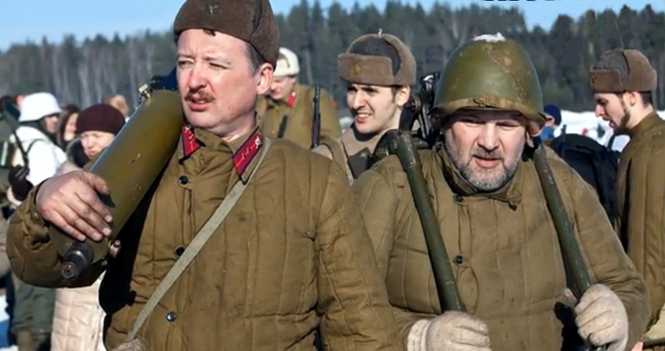
Igor Girkin (a esquerda) em uma reencenação histórica da Segunda Guerra Mundial como um oficial do Exército Vermelho

Girkin é um conhecido fã de reencenações militares históricas e participou de várias ligadas a vários períodos da História russa e internacional, mas com especial atenção à Guerra Civil Russa, na qual ele costuma assumir o papel de um oficial do Exército Branco. Seu ídolo pessoal e modelo é o general da Guarda Branca Mikhail Drozdovsky, morto em uma batalha com o Exército Vermelho em 1919. De acordo com o The New York Times, sua rigidez ideológica precede qualquer conexão que ele tenha tido com os serviços de segurança russos, remetendo até ao menos à sua época na Universidade Estatal Russa de Humanidades. Lá, o Senhor Strelkov era um obcecado com história militar e se juntou a um pequeno mas barulhento grupo de estudantes que defendiam o retorno à monarquia."
A Vice News alega que "durante os anos 90, Girkin escrevia para o jornal de direita russo 'Zavtra', o qual é liderado pelo nacionalista russo e antissemita Alexander Prokhanov" e onde Borodai foi editor. Escrevendo para o "Zavtra", Girkin e Borodai - o qual também se alega ter lutado junto aos grupos separatistas pró-Rússia na Transnístria e Republika Srpska (apoiados pela Rússia) na Moldávia  e na Bósnia-Herzegovina,[carece de fontes?] - cobriram juntos a guerra russa contra os separatistas na Chechênia e no Daguestão.
Ele também costumava escrever como "Coronel da Reserva" sobre assuntos relacionados ao Oriente Médio, tais quais conflitos na Líbia, Egito e Síria, e para a Agência de Notícias da Abcázia (Abkhazian Network News Agency - ANNA), uma publicação pró-russa e em língua russa que apóia a Abcázia no conflito separatista com a Geórgia.
Girkin alega ter trabalhado como chefe de segurança do controverso empresário russo Konstantin Malofeev. O Primeiro Ministro da auto-proclamada República Popular de Donetsk Alexander Borodai é outra personagem próxima a Malofeev.
Andrey Piontkovsky coloca o nome de Girkin em uma lista de pessoas com "mentalidade similar" e afirma: "os hitleristas de princípio, verdadeiros arianos, Dugin, Prokhanov, Prosvirin, Kholmogorov, Girkin, Prilepin são uma minoria marginalizada na Rússia." Piontkovsky acrescenta, "Putin roubou a ideologia do Reich russo dos hitleristas domésticos, ele preventivamente os queimou, usando sua ajuda no processo, ao alimentar a fornalha da Vendéia ucraniana com centenas de seus apoiadores mais ativos." Em sua entrevista para a Radio Liberty, Piontkovsky afirma que, talvez, o significado da operação conduzida por Putin é por a descoberto esses potenciais líderes de revolta social, enviá-los à Ucrânia e queimá-los na Vendéia Ucraniana.
Em sua entrevista com Oleksandr Chalenko em 2 de Dezembro de 2014, segundo o jornalista, Girkin confirmou que era um coronel do FSB, mas essa afirmação foi então sujeita à censura e então omitida da publicação. Ele também reconheceu que a anarquia existe entre os militantes da assim chamada Novorossiya. Ele declarou que os militantes de Igor Bezler's em particular agem independentemente, que o assim dito "Exército Ortodoxo Russo" tinha rachado ao meio e que outras forças representavam um apanhado de vários grupos sem relação entre si. Girkin criticou os ataques que então aconteciam ao Aeroporto Internacional de Donetsk, afirmando que eram sem sentido e danosos.
Depois de que o comandante de Lugansk Alexander "Batman" Bednov foi morto por outros militantes em Janeiro de 2015, Girkin criticou a morte como "assassinato" e um "emboscada gangster", e sugeriu que outros comandantes seriamente considerassem abandonar o Donbas para a Rússia. Em Janeiro de 2015 em uma entrevista para Anna News, Girkin disse que em sua opinião a "Rússia está correntemente em estado de guerra", já que os voluntários que chegam em Donbas "estão sendo abastecidos com armas e munições". Ele também sublinhou que "ele nunca separou a Ucrânia da União Soviética em sua mente", vendo assim o conflito como uma "guerra civil na Rússia".
No Outubro de 2015, Girkin disse que ele planejava criar um partido de oposição ao governo de Putin e "responder à ameaça fascista do Ocidente que a Rússia encara hoje".
Em Março de 2016, a aparição de Girkin como conferencista no Fórum Econômico de Moscou junto com Oleg Tsarev and Pavel Gubarev atraiu reações críticas na Rússia, com Yaroslav Grekov do Echo of Moscow acusando os promotores do evento de "promover o terrorismo".
Em Maio de 2016, Girkin anunciou a criação do Movimento Nacional Russo, um partido político neo-imperialista. O partido defende a "unificação da Federação Russa, da Ucrânia, da Bielorrússia outras terras russas em um único estado pan-russo, transformando o território inteiro da antiga URSS em uma zona de influência russa incondicional" Girkin disse que "o Movimento Nacional Russo rejeita totalmente o regime do Presidente Vladimir Putin e reivindica um fim ao clima atual de medo e intimidação dos cidadãos russos". O partido também já defendeu "um sistema rígido de cotas de trabalhadores imigrantes das antigas repúblicas soviéticas na Ásia Central e no Cáucaso", além do cancelamento das leis sobre o controle de Internet.